# Salamander (datorspel)
Salamander (沙羅曼蛇 Saramanda?) är ett arkadspel från Konami, utgivet 1986 som en spinoffvariant av Gradius. Den återutgivna arkadversionen i Japan, samt den nordamerikanska versionen, kallades Life Force (ライフフォース Raifu Fōsu?). Ibland är skärmen sidscrollande, medan den ibland scrollar uppåt.

### Fotnoter
1. 1 2 3  ”Life Force - Salamander”. NES DB. 27 februari 1987. Arkiverad från originalet den 11 mars 2015. https://web.archive.org/web/20150311182641/http://www.nesdb.se/game_more.php?id=876&rid=1. Läst 22 april 2014.